# Prix Lénine pour la paix
Le prix Staline pour la paix (rebaptisé prix Lénine pour la paix ou prix Lénine international pour la « consolidation de la paix entre les peuples », en russe : Международная Ленинская премия « За укрепление мира между народами », lors de la déstalinisation) était la réponse de l'Union soviétique au prix Nobel de la paix. Il était décerné par un comité international recruté par le gouvernement soviétique à des personnalités ayant « renforcé la paix entre les peuples ».
Le prix Staline pour la paix a été créé le 21 décembre 1949 par une oukase du præsidium du Soviet suprême en l'honneur du soixante-dixième anniversaire de Joseph Staline, bien que celui-ci ait déjà fêté son soixante et onzième. Au contraire du prix Nobel, le prix Staline pour la paix était généralement décerné à plusieurs personnes au cours de la même année. À la suite de la dénonciation du stalinisme par Nikita Khrouchtchev au cours du vingtième congrès du parti communiste de 1956, le prix fut rebaptisé prix Lénine pour la paix. Il fut alors demandé à tous les anciens lauréats de renvoyer leur prix Staline pour la paix afin qu'il soit remplacé par le prix rebaptisé.

## Lauréats

### Prix Staline pour la paix

#### 1950
Récompensé le 6 avril 1951 - Sept récipiendaires
- Frédéric Joliot-Curie (France)[2]

Une de Femmes françaises où Eugénie Cotton reçoit le prix Staline pour la paix de Nina Popova.

- Hewlett Johnson (Grande-Bretagne) [2]
- Soong Ching-ling (Madame Sun Yat-sen) (Chine)[2]
- Eugénie Cotton (France) [2]
- Arthur Moulton (États-Unis)
- Pak Chong-ae (Corée)[2]
- Général Heriberto Jara (Mexique) [2]

#### 1951
Récompensé le 20 décembre 1951 - Six récipiendaires
- Guo Moruo (Chine)[2]
- Pietro Nenni (Italie)[2]
- Ikuo Oyama (Japon) [2]
- Monica Felton (Grande-Bretagne)[2]
- Anna Seghers (RDA)[2]
- Jorge Amado (Brésil)

#### 1952
Récompensé le 20 décembre 1952 - Sept récipiendaires
- Yves Farge (France)[2]
- Saifuddin Kitchlew (en) (Inde)[2]
- Elisa Branco (Brésil)[2]
- Paul Robeson (États-Unis)[2]
- Johannes Robert Becher (RDA)[2]
- Rev. James Gareth Endicott (en) (Canada)[2]
- Ilya Ehrenbourg (URSS)[2]

#### 1953
Récompensé le 12 décembre 1953 - Dix récipiendaires
- Pierre Cot (France)[2]
- Sir Sahib Singh Sokhey (en) (Inde)[2]
- Andrea Gaggero (it) (Italie)[2]
- Isabelle Blume (Belgique)[2]
- Howard Fast (États-Unis)
- John Desmond Bernal (Grande-Bretagne)[2]
- Leon Kruczkowski (Pologne)[2]
- Pablo Neruda (Chili)[2]
- Andrea Andreen (Suède)[2]
- Nina Vasilevna Popova (en) (URSS)[2],[3]

#### 1954
Récompensé le 18 décembre 1954 - Neuf récipiendaires
- Denis Pritt (en) (Grande-Bretagne)[2]
- Alain Le Léap (France)[2]
- Thakin Kodaw Amainou (Birmanie)[2]
- Bertolt Brecht (RDA)[2]
- Felix Iversen (Finlande)[2]
- André Bonnard (Suisse)[2]
- Baldomero Sanín Cano (Colombie)[2]
- Prijono (Indonésie)[2]
- Nicolás Guillén (Cuba)[2]

#### 1955
Récompensé le 9 décembre 1955 - Six récipiendaires
- Joseph Wirth (Allemagne)[2]
- Lázaro Cardenas (Mexique)[2]
- Akiko Seki (Japon)[2]
- Ragnar Forbech (no) (Norvège)[2]
- Cheik Mohamed Al Ashmar (Syrie)[2]
- Tôn Đức Thắng (Vietnam)

### Prix Lénine pour la paix

#### 1956
- Chandrashekhara Venkata Râman (Inde)[2]
- Emmanuel d'Astier de la Vigerie (France)[2]
- María Rosa Oliver (Argentine)[2]
- Nikolaï Semionovitch Tikhonov (Union soviétique)
- Udakendawala Siri Saranankara Thero (nl) (Ceylan) [2]
- Danilo Dolci (Italie)[2]
- Heinrich Brandweiner (de) (Autriche)

#### 1957
- Louis Aragon (France)[2]
- Louis Saillant (France)[2]
- Arnold Zweig (RDA)
- Kaoru Yashi (ja) (Japon)
- Artur Lundkvist (Suède)
- Josef Hromádka (Tchécoslovaquie)

#### 1958
- Nikita Khrouchtchev (Union soviétique)
- William Edward Burghardt Du Bois (États-Unis)[2]
- Otto Buchwitz (de) (RDA)
- Kostas Varnalis (Grèce)
- Ivor Montagu (Royaume-Uni)

#### 1959
- Ahmed Sukarno (Indonésie)
- Cyrus S. Eaton (États-Unis)[2]
- Laurent Casanova (France)[2]
- Alexandre Korneitchuk (Union soviétique)
- Aziz Cherif (Irak)

#### 1960
- Fidel Castro (Cuba) [2]
- Ahmed Sékou Touré (Guinée)[2]
- Antoine Georges Tabet (Liban)[2]
- Rameshwari Nehru (Inde)
- Mihail Sadoveanu (Roumanie)
- William Morrow (Australie)

#### 1961
- Pablo Picasso (Espagne/France)[2]
- István Dobi (Hongrie)[2]
- Faiz Ahmed Faiz (Pakistan)[2]
- Kwame Nkrumah (Ghana)[2]
- Olga Poblete de Espinosa (Chili)[2]

#### 1962
- Modibo Keïta (Mali)[2]
- Manólis Glézos (Grèce)[2]
- Oscar Niemeyer (Brésil)[2]
- Georgi Traichov (Bulgarie)

#### 1963
- Ahmed Ben Bella (Algérie)[2]
- Dolores Ibárruri (Espagne)[2]
- Herluf Bidstrup (Danemark)

#### 1964
- Aruna Asaf Ali (Inde)
- Rafael Alberti (Espagne)
- Kaoru Ota (Japon)
- Gordon Schaffer (Royaume-Uni)

#### 1965
- Miguel Ángel Asturias (Guatemala)[2]
- Jamsarangiyn Sambu (Mongolie)
- Peter Ayodele Curtis Joseph (Nigeria)
- Mirjam Vire-Tuominen (Finlande)
- Giacomo Manzù (Italie)

#### 1966
- Martin Niemöller (Allemagne)
- Herbert Warnke (RDA)
- Rockwell Kent (États-Unis)
- David Alfaro Siqueiros (Mexique)
- Bram Fischer (Afrique du Sud)
- Ivan Malek (Yougoslavie)

#### 1967
- Nguyễn Thị Định (Vietnam)
- Jean Effel (France)
- Joris Ivens (Pays-Bas)
- Romesh Chandra (Inde)
- Jorge Zalamea (Espagne)
- Endre Sik (Hongrie)

#### 1969
- Akira Ivai (Japon)
- Jarosław Iwaszkiewicz (Pologne)
- Linus Pauling (États-Unis)
- Khaled Mohieddine (Égypte)
- Bertil Svahnström (Suède)
- Ludvik Svoboda (Tchécoslovaquie)
- Shafik Ahmed El Cheikh (Soudan)

#### 1971
- Eric Henry Stoneley Burhop (Australie)
- Tsola Dragoycheva (Bulgarie)
- Renato Guttuso (Italie)
- Kamal Joumblatt (Liban)
- Alfredo Varela (Mexique)
- Funmilayo Ransome-Kuti (Nigeria)
- Hikmat Abu Zayd (Égypte)

#### 1972
- Salvador Allende (Chili)
- James Aldridge (Royaume-Uni)
- Leonid Brejnev (Union soviétique)
- Ernst Busch (République démocratique allemande)
- Enrique Pastorino (Uruguay)

#### 1974
- Luis Corvalan (Chili)
- Jeanne-Martin Cissé (Guinée)
- Sam Nujoma (Namibie)
- Raymond Goor (Belgique)

#### 1976
- János Kádár (Hongrie)
- Seán MacBride (Irlande)
- Pierre Pouyade (France)[4]
- Yánnis Rítsos (Grèce)
- Agostinho Neto (Angola)
- Samora Machel (Mozambique)
- Hortensia Bussi de Allende (Chili)

#### 1978
- Angela Davis (États-Unis)
- Freda Brown (Australie)
- Kurt Bachmann (Allemagne)
- Kumar Padma Sivasankara Menon (Inde)
- Vilma Espin (Cuba)
- Halina Skibnieswska (Pologne)

#### 1979
- Urho Kekkonen (Finlande)
- Lê Duẩn (Vietnam)
- Miguel Otero Silva (Venezuela)
- Hervé Bazin (France)
- Abderhamane Al Khamisy (Égypte)

#### 1982
- Mahmoud Darwich (Palestine)
- Mikis Theodorakis (Grèce)
- Liber Seregni (Uruguay)
- John Morgan (Canada)

#### 1984
- Indira Gandhi (Inde)
- Nguyễn Hữu Thọ (Vietnam)
- Jean-Marie Legay (France)
- Josef Weber (Allemagne)
- Luis Vidales (Colombie) [5]
- Eva Palmer (Suède)

#### 1986
- Julius Nyerere (Tanzanie)
- Herbert Mies (Allemagne)
- Petr Tanchev (Bulgarie)
- Dorothy Crowfoot Hodgkin (Royaume-Uni)
- Miguel d'Escoto Brockmann (Nicaragua)

#### 1987
- Abdul Sattar Edhi (Pakistan)

#### 1989
- Álvaro Cunhal (Portugal)

#### 1990
- Nelson Mandela (Afrique du Sud)[6]